# Conan Stevens
Conan Stevens (Newcastle, 30 novembre 1969) è un attore, sceneggiatore ed ex wrestler australiano.

## Biografia
Conan Stevens, di origini tedesche e britanniche ma nato in Australia, è famoso per l'altezza di 2,13 metri e per il fisico possente (infatti pesa oltre 150 kg), doti che lo hanno portato spesso a lavorare come attore caratterista. È stato anche wrestler e sceneggiatore.

## Filmografia
- Man-Thing - La natura del terrore (2005)
- L'île au(x) trésor(s) (2007)
- The Bodyguard 2 (2007)
- Somtum (2008)
- Hanuman klook foon (2008)
- Drona (2008)
- E-Tim tai nae (2008)
- Chandni Chowk to China (2009)
- 5 huajai hero (2009)
- Bangkok Adrenaline (2009)
- Su Qi-Er (2010)
- The Burma Conspiracy - Largo Winch 2 (2011)
- Il Trono di Spade (2 episodi, 2011)
- Spartacus - La vendetta (1 episodio, 2012)
- Vikingdom (2012)
- Lo Hobbit - Un viaggio inaspettato (2012)
- La Bibbia (2013)
- Lo Hobbit - La battaglia delle cinque armate (2014)
- Brothers (2015)